# Isla Kuper
La isla Kuper pertenece a la tribu Penelakut. Forma parte de las islas del Golfo meridionales, entre la isla de Vancouver y la costa pacífica de la Columbia Británica, Canadá. Posee una población de 300 habitantes y un área de 8.66 km².
El clima de la isla es de tipo mediterráneo con inviernos suaves y veranos cálidos y secos. Con ello se logra un ecosistema único. La precipitación anual se sitúa en 850 mm. Existe una iglesia católica aun cuando no hay ningún establecimiento comercial. Al ser una reserva indígena, no se puede comprar ninguna propiedad.
- Datos: Q3890699
- Multimedia: Penelakut Island / Q3890699